# Kent Bazemore
Kenneth Lamont „Kent“ Bazemore Jr. (* 1. Juli 1989 in Kelford, North Carolina) ist ein US-amerikanischer Basketballspieler.

## Karriere
Von 2008 bis 2012 studierte Bazemore an der Old Dominion University und spielte für die Basketballmannschaft der Universität. Bazemore machte sich an der Hochschule einen Namen als Spieler mit Stärken in der Verteidigung, 2011 und 2012 wurde er als bester Verteidiger der Colonial Athletic Association ausgezeichnet. Mit 250 Ballgewinnen lag er auf dem zweiten Rang der ewigen Bestenliste der Old Dominion University, als er diese verließ. Im Angriff erzielte er in vier Hochschuljahren 10,1 Punkte je Begegnung.
Im NBA-Draft 2012 wurde er nicht ausgewählt. Am 26. Juli 2012 wurde er von den Golden State Warriors für das Mindestgehalt für zwei Jahre verpflichtet. Im ersten Jahr kam er meistens nur zu Kurzeinsätzen. In den Play-offs kam er mit den Kaliforniern in die zweite Runde. Von den zwölf Spielen der Play-offs bestritt er neun, kam dabei insgesamt aber nur auf eine Einsatzzeit von 16 Minuten.
Im Februar 2014 wurde er von den Warriors zu den Los Angeles Lakers transferiert. Im Gegenzug wechselte Guard Steve Blake nach Oakland. Dort kam er in den verbleibenden 23 Spielen auf 13,1 Punkte im Schnitt. Nach der Saison 2013/2014 war er Free Agent und wechselte zu den Atlanta Hawks. Hier kam er in seinem ersten Jahr meist als Einwechselspieler zum Zuge. In seinem zweiten Jahr gelang Bazemore der Sprung in die Startaufstellung, er erzielte in 75 Spielen im Schnitt 11,6 Punkte und 5,1 Rebounds.
Von Sommer 2019 bis Januar 2020 stand Bazemore im Kader der Portland Trail Blazers, ehe er zu den Sacramento Kings wechselte. Obwohl er in Sacramento im Schnitt weniger Einsatzzeit je Begegnung erhielt, steigerte er seine Punktausbeute auf 10,3 pro Partie gegenüber 7,9 in Portland. Ende November 2020 wurde er abermals von den Golden State Warriors verpflichtet.
Vor der Saison 2021/22 wechselte Bazemore zu den Los Angeles Lakers zurück. Für die Kalifornier bestritt er 39 Einsätze, im September 2022 nahm ihn mit den Sacramento Kings eine weitere Mannschaft desselben Bundesstaates unter Vertrag, für die er ebenfalls bereits gespielt hatte. Im Oktober desselben Jahres wurde er wieder aus dem Aufgebot gestrichen.
Im Januar 2024 wechselte Bazemore zur Mannschaft Greensboro Swarm in die NBA G-League.

## Karriere-Statistiken

### NBA

#### Hauptrunde
| Saison  | Team                       | GP  | GS  | MPG  | FG % | 3P % | FT % | RPG | APG | SPG | BPG | PPG  |
| ------- | -------------------------- | --- | --- | ---- | ---- | ---- | ---- | --- | --- | --- | --- | ---- |
| 2012–13 | Golden State               | 61  | 0   | 4.4  | .371 | .294 | .614 | 0.4 | 0.4 | 0.3 | 0.1 | 2.0  |
| 2013–14 | Golden State / L.A. Lakers | 67  | 15  | 13.6 | .429 | .336 | .606 | 1.7 | 1.4 | 0.6 | 0.2 | 6.0  |
| 2014–15 | Atlanta                    | 75  | 10  | 17.7 | .426 | .364 | .600 | 3.0 | 1.0 | 0.7 | 0.4 | 5.2  |
| 2015–16 | Atlanta                    | 75  | 68  | 27.8 | .441 | .357 | .815 | 5.1 | 2.3 | 1.3 | 0.5 | 11.6 |
| 2016–17 | Atlanta                    | 73  | 64  | 26.9 | .409 | .346 | .708 | 3.2 | 2.4 | 1.3 | 0.7 | 11.0 |
| 2017–18 | Atlanta                    | 65  | 65  | 27.5 | .420 | .394 | .796 | 3.8 | 3.5 | 1.5 | 0.7 | 12.9 |
| 2018–19 | Atlanta                    | 67  | 35  | 24.5 | .402 | .320 | .726 | 3.9 | 2.3 | 1.3 | 0.6 | 11.6 |
| 2019–20 | Portland / Sacramento      | 25  | 0   | 23.1 | .418 | .384 | .733 | 4.9 | 1.3 | 1.2 | 0.4 | 10.3 |
| Gesamt  | Gesamt                     | 551 | 278 | 21.2 | .413 | .351 | .726 | 3.2 | 1.8 | 1.0 | 0.5 | 8.7  |

#### Play-offs
| Saison  | Team         | GP | GS | MPG  | FG % | 3P % | FT % | RPG | APG | SPG | BPG | PPG  |
| ------- | ------------ | -- | -- | ---- | ---- | ---- | ---- | --- | --- | --- | --- | ---- |
| 2012–13 | Golden State | 9  | 0  | 1.8  | .125 | .000 | .000 | 0.6 | 0.2 | 0.1 | 0.0 | 0.2  |
| 2014–15 | Atlanta      | 16 | 2  | 18.9 | .423 | .214 | .677 | 3.3 | 0.8 | 0.7 | 0.6 | 5.4  |
| 2015–16 | Atlanta      | 10 | 10 | 32.5 | .364 | .262 | .682 | 6.6 | 1.9 | 1.4 | 0.6 | 11.9 |
| 2016–17 | Atlanta      | 6  | 0  | 25.0 | .396 | .292 | .714 | 3.8 | 3.3 | 0.7 | 0.8 | 9.8  |
| Gesamt  | Gesamt       | 41 | 12 | 19.4 | .379 | .254 | .648 | 3.6 | 1.3 | 0.8 | 0.5 | 6.5  |